# Phrurotimpus parallelus
Phrurotimpus parallelus là một loài nhện trong họ Phrurolithidae.
Loài này thuộc chi Phrurotimpus. Phrurotimpus parallelus được Ralph Vary Chamberlin miêu tả năm 1921.